# Annie McKitrick
 (mai 2015).
Si vous disposez d'ouvrages ou d'articles de référence ou si vous connaissez des sites web de qualité traitant du thème abordé ici, merci de compléter l'article en donnant les références utiles à sa vérifiabilité et en les liant à la section « Notes et références ».
Annie McKitrick (née en 1952) est une femme politique canadienne, elle est élue à l'Assemblée législative de l'Alberta lors de l'élection provinciale de 2015. Elle représente la circonscription du Parc-Sherwood en tant qu'une membre du Nouveau Parti démocratique de l'Alberta. 